# Rímur
Na literatura islandesa, uma ríma (plural: rímur, literalmente, "uma rima") é um poema épico escrito em qualquer um dos chamados rímnahættir ("metros de rima"). São poemas rimados em verso aliterativo, que consistem de dois a quatro versos por estrofe. Existem centenas desses metros, contando as variações, mas podem ser agrupados em cerca de dez famílias. O plural rímur é usado tanto como um plural normal quanto como é também usado para trabalhos maiores com mais de uma ríma como um todo. Assim, Ólafs ríma Haraldssonar é um poema épico sobre Ólafr Haraldsson de uma única ríma. Já Núma rímur é um épico sobre Numa Pompílio composto de várias rímur.